# Steen Nørskov
Steen Nørskov (født 1964) er TV-vært og tilrettelægger i Danmarks Radio på programmet DR2 Deadline. Han er uddannet journalist fra Danmarks Journalisthøjskole 1991 og har været journalist på bl.a. Ritzaus Bureau, Dagbladet Information og Amnesty International, og siden 1998 i DR.
Han har rejst og arbejdet i de fleste af de arabiske lande, og som DR's korrespondent i Mellemøsten 2007-2011 dækkede han bl.a. de første oprør i Tunesien, Egypten og Libyen i foråret 2011, Det Arabiske Forår.
Hjemme i Danmark blev han vært på P1 Orientering og på radioprogrammet Arabiske Stemmer.
Arabiske Stemmer blev i 2013 prisbelønnet med en Prix Radio og kåret som Danmarks 'bedste nyheds- og aktualitetsprogram'. I 2014 modtog Steen Nørskov sammen med medværten på Arabiske Stemmer, Naser Khader, DR's Kryger-pris. 2015-17 producerede Steen Nørskov programmet med skiftende medværter med arabisk baggrund og blev tildelt Dansk Oplysningsforbunds pris, DOF-Prisen, i 2016 "for at yde en særlig indsats for at give indsigt og sprede viden om hverdagen og udviklingen i den arabiske verden".
Steen Nørskov vendte tilbage til TV i 2017 og blev vært på programmet DR2 Dagen og senere DR2 Deadline.